# Brittany Curran
Brittany Elizabeth Curran (Weymouth, Massachusetts; 2 de junio de 1990) es una actriz estadounidense, conocida por sus apariciones en series tales como Complete Savages, Drake & Josh, MADtv, Power Rangers Wild Force y The Suite Life of Zack and Cody. Además ha tenido papeles menores en películas como Si tuviera 30, Akeelah and the Bee y coprotagonizó la película original de Disney Channel Go Figure. Curran también actuó en un anuncio antidrogas titulado Above the Influence y en la película La hora del terror: No lo pienses como Priscilla.

## Filmografía
| Cine          | Cine                                    | Cine                | Cine                                                          |
| Año           | Título                                  | Rol                 | Notas                                                         |
| ------------- | --------------------------------------- | ------------------- | ------------------------------------------------------------- |
| 2004          | 13 Going on 30                          | Six Chick           |                                                               |
| 2004          | U.S. Air Marshals                       | Cheerleader Mindy   | Cortometraje                                                  |
| 2004          | Frenching                               | Stephanie           | Cortometraje                                                  |
| 2005          | Betsy                                   | Betsy               | Cortometraje                                                  |
| 2005          | A Host of Trouble                       | Mary Pat Weber      | Cortometraje                                                  |
| 2006          | Akeelah and the Bee                     | District Speller #1 |                                                               |
| 2006          | Monster House                           | Jenny (voz)         |                                                               |
| 2007          | The Haunting Hour: Don't Think About It | Priscilla Wright    |                                                               |
| 2007          | A Lesson in Biology                     | Alma                | Cortometraje                                                  |
| 2008          | The Uninvited                           | Helena              |                                                               |
| 2008          | Dog Gone                                | Lilly               |                                                               |
| 2008          | The Adventures of Food Boy              | Shelby              |                                                               |
| 2009          | Legally Blondes                         | Tiffany Donohugh    |                                                               |
| 2014          | Dear White People                       | Sophie Fletcher     |                                                               |
| 2015          | Exeter                                  | Reign               |                                                               |
| 2015          | Captured                                | Julie               |                                                               |
| 2015          | Intrepid                                | Jess                |                                                               |
| 2017          | The Man from Earth: Holocene            | Tara                |                                                               |
| Televisión    |                                         |                     |                                                               |
| Año           | Título                                  | Rol                 | Notas                                                         |
| 2001          | MADtv                                   | Ruthie              | 1 episodio                                                    |
| 2002          | Power Rangers Wild Force                | Jovencita           | Episodio: «The Soul of Humanity»                              |
| 2004          | Complete Savages                        | Josie               | Episodio: «Voodude»                                           |
| 2005          | Go Figure                               | Pamela              | Película para televisión                                      |
| 2006          | The Young and the Restless              | Lindsey             | 1 episodio                                                    |
| 2006–07       | Drake & Josh                            | Carly               | Episodios: «Who's Got Game?» & «The Storm»                    |
| 2007          | Shark                                   | Annie               | Episodio: «Fall from Grace»                                   |
| 2007          | Zip                                     | Natalie             |                                                               |
| 2007          | Mr Robinson's Driving School            | Missy               | Miniserie                                                     |
| 2007          | The Suite Life of Zack & Cody           | Chelsea Brimmer     | Episodios: «Miniature Golf», «Who's the Boss?» & «Tiptonline» |
| 2008          | The Suite Life on Deck                  | Chelsea Brimmer     | Episode: «Flowers and Chocolate»                              |
| 2009          | Ghost Whisperer                         | Kristy Marks        | Episodio: «Slow Born»                                         |
| 2009–11       | Men of a Certain Age                    | Lucy Tranelli       | Elenco principal; 13 episodios                                |
| 2012          | Criminal Minds                          | Addyson Jones       | Episodio: «The Wheels on the Bus...»                          |
| 2013–14       | Twisted                                 | Phoebe Daly         | Recurrente; 10 episodios                                      |
| 2013–14       | Chicago Fire                            | Katie Nolan         | Recurrente; 8 episodios                                       |
| 2015          | Double Daddy                            | Heather Henderson   | Película para televisión                                      |
| 2017–presente | The Magicians                           | Fen                 | Recurrente (temp. 2), Principal (temp 3); 22 episodios        |